# Поперечная (приток Алея)
Поперечная — река в Алтайском крае России. Устье реки находится в 319 км от устья по правому берегу реки Алей, недалеко от деревни Быково. Длина реки составляет 106 км, площадь водосборного бассейна 1690 км². Высота устья — 167 м над уровнем моря.

## Бассейн
- 38 км: Землянуха (лв)
- 70 км: Таловка (пр)
  - 14 км: Гарновка (Миловановка) (пр)
    - 7 км: Хомутинка (лв)
    - 25 км: Секисовка (пр)
    - Утка (пр)

  - 16 км: Степная (пр)
  - 28 км: Пещериха (Локтевка) (лв)

## Данные водного реестра
По данным государственного водного реестра России относится к Верхнеобскому бассейновому округу, водохозяйственный участок реки — Алей от Гилёвского гидроузла и до устья, речной подбассейн реки — бассейны притоков (Верхней) Оби до впадения Томи. Речной бассейн реки — (Верхняя) Обь до впадения Иртыша.